# Султанов, Тимур
Тимур Султанов (род. 2 марта 1984 года, Наманган, Узбекская ССР) — узбекский футболист, защитник киргизского клуба «Алай».

## Карьера
Тимур Султанов играл в высшей лиге Узбекистана, в таких командах, как «Шуртан», «Навбахор», «Андижан».
В январе 2015 года Тимур Султанов подписал контракт с кыргызским клубом «Алай», где сразу стал игроком основы и двукратным чемпионом Кыргызстана.

## Достижение
- Чемпион Кыргызстана (2): 2015,2016